# Ion Brătianu (1821-1891)
Ion C. Brătianu (Pitești, 2 de junio de 1821-Ştefăneşti, 16 de mayo de 1891) fue una de las principales figuras políticas del siglo XIX en Rumanía. Tuvo un papel destacado en la unión de los principados de Valaquia y Moldavia que dio lugar al Reino de Rumanía. Ostentó el cargo de primer ministro de Rumania en tres ocasiones distintas entre 1868 y 1888.

## Orígenes y primeras actividades políticas
Nació en Pitești el 2 de junio de 1821. Educado al principio en su hogar con preceptores griegos y franceses, asistió luego a la escuela pública local.
Entre 1841 y 1848 residió en Francia, donde estudió derecho y ciencias políticas y ingresó en un círculo radical estudiantil. Influido por el ambiente político, adoptó una posición favorable a la democracia liberal y al republicanismo. Tras el estallido de la revolución francesa de 1848 en febrero de ese año, regresó a Valaquia para tratar de implantar junto con otros liberales un Gobierno de este cariz en el principado, aún bajo soberanía otomana. En junio participó en el establecimiento de un Gobierno rebelde que realizó una proclama típicamente liberal, que hacía hincapié en los derechos civiles. En septiembre, tropas otomanas y rusas aplastaron la rebelión y ocuparon los principados para evitar toda revuelta. Brătianu se exilió en Francia ese mismo año y permaneció allí hasta la amnistía de 1857.

## Surgimiento de Rumanía

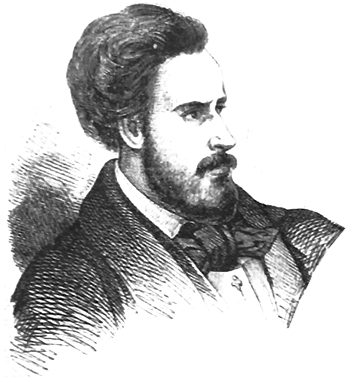
Ion Bratianu (1821-1891).

La guerra de Crimea, que enfrentó a los países ocupantes, fue la que mejoró la situación para los nacionalistas rumanos. De vuelta en Valaquia, tuvo un destacado papel en la unión de los  principados de Valaquia y Moldavia que dio lugar al Reino de Rumanía. Esto se logró pese a la oposición de las grandes potencias mediante la elección de Alejandro Juan Cuza al trono de los dos principados. Pese a la consolidación que este llevó a cabo uniendo las asambleas de los dos principados y los dos Ejércitos y reformando la Administración Pública, su tendencia a actuar sin contar con el poder legislativo y el convencimiento de los dirigentes políticos rumanos de que para reforzar la seguridad del país convenía contar con un soberano extranjero hicieron que liberales y conservadores se coligasen para obligar a Cuza a abdicar, objetivo que lograron en febrero de 1866.

## Nuevo rey
Los confabulados habían sopesado diversas opciones para el puesto de monarca de Rumanía y finalmente escogieron al preferido por Brătianu, Carlos de Hohenzollern-Sigmaringen, la parte católica de la familia. El propio Brătianu acompañó al candidato al trono a Bucarest el 8 de mayo, dos días antes de su proclamación como soberano de los dos principados unidos. En julio se aprobó una nueva Constitución, de corte liberal e inspirada en la de Europa occidental. En octubre, Carlos obtuvo el reconocimiento oficial del Gobierno otomano.

## Primer ministro
Brătianu presidió el Gobierno casi ininterrumpidamente desde 1876 hasta 1888 —salvo unos meses de 1881— y fue, tras el rey, la figura política más importante del país. Gracias a que las opiniones políticas de los dos coincidían en los asuntos principales tanto de política interior como exterior, la cooperación entre ambos fue fluida. Fundamentalmente, los asuntos exteriores quedaron dominados por Carlos, mientras que los interiores lo fueron por Brătianu.
Entre sus logros destacó la obtención de la independencia, gracias a la alianza con Rusia en 1877 y a su hábil gestión ante las potencias en la Congreso de Berlín de 1878. No obstante, el país tuvo que ceder a Rusia los territorios que había obtenido de ella tras la guerra de Crimea, lo que creó recelos hacia esta y favoreció su ingreso en 1883 en la Triple Alianza, dos años después de la transformación en reino (1881). La alianza con Alemania, Austria-Hungría e Italia pretendía aumentar la seguridad de la nación, en especial frente a Rusia.
Fue uno de los principales dirigentes de los llamados liberales radicales y defendió la industrialización y urbanización del nuevo país. Forjó una estrecha alianza entre su partido, el liberal, y las nuevas clases medias de industriales y banqueros, con los que colaboró desde el Estado para modernizar el país.
Nombrado presidente del Gobierno el 24 de julio de 1876, se mudó a la capital dos años más tarde. Dimitió en 1888. Falleció en 1891 en su finca de Florica, en el distrito de Argeș.
| Predecesor: Manolache Costache Epureanu Dimitrie Brătianu | Presidente del Consejo de Ministros de Rumania 1876-1881 1881-1888 | Sucesor: Dimitrie Brătianu Teodor Rosetti |